# Chambly (circonscription provinciale)
Circonscription électorale provinciale du Canada
Chambly est une circonscription électorale provinciale du Québec situé dans la région de la Montérégie. 

## Historique
Le district électoral de Chambly a été créé en 1829 en tant que district électoral du Bas-Canada. À la création de la province de Québec en 1867, elle fait partie des 65 premiers districts électoraux provinciaux.
Les limites de la circonscription de Chambly ont été modifiées en 1972, en 1980 et en 2011. Cette dernière année, elle a cédé à la nouvelle circonscription de Montarville la ville de Saint-Bruno-de-Montarville. Elle n'a pas été modifiée en 2017.
Chambly était la circonscription du ministre du Travail Pierre Laporte, assassiné par le Front de libération du Québec durant la crise d'Octobre.

## Territoire et limites
Situé en Montérégie, la circonscription de Chambly s'étend sur un territoire de 211,7 km2. En 2011, 60 385 personnes y habitait. Son territoire comprend les cinq municipalités suivantes :
- Carignan
- Chambly
- Richelieu
- Saint-Basile-le-Grand
- Saint-Mathias-sur-Richelieu

## Liste des députés

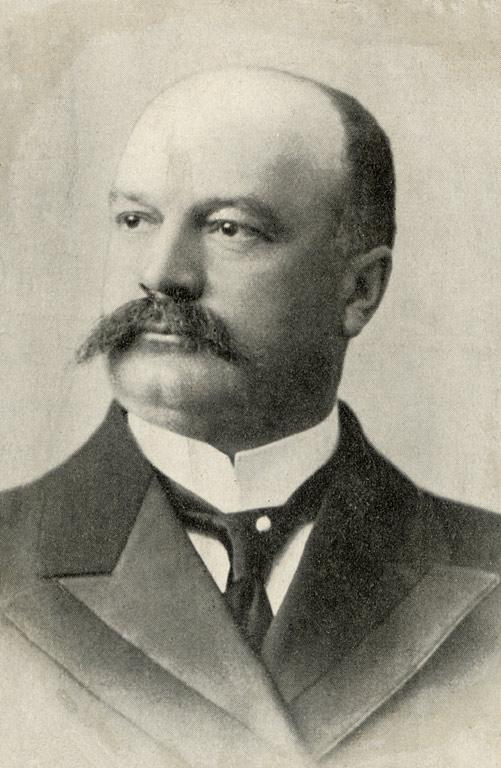
Raymond Prefontaine est député de 1875 à 1878 et de 1879 à 1881 pour le Parti libéral du Québec

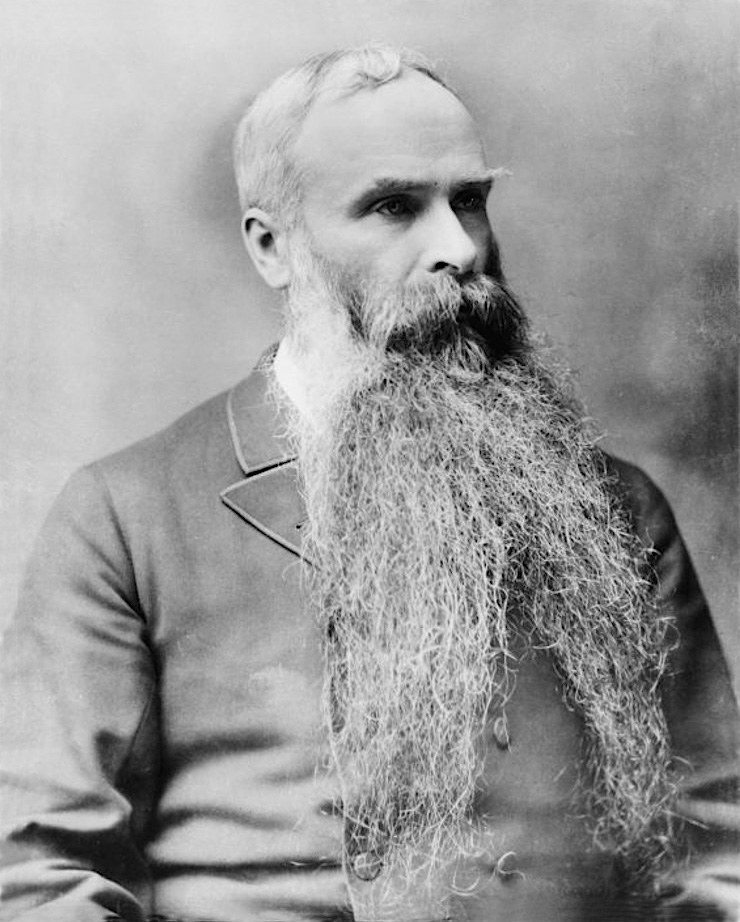
Louis-Olivier Taillon est député de 1892 à 1896 pour le Parti conservateur du Québec

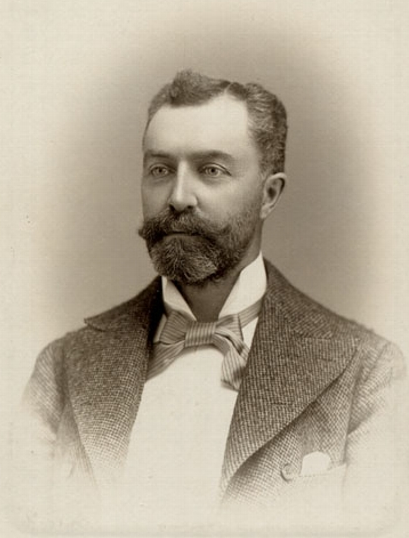
Maurice Perreault est député de 1900 à 1909 pour le Parti libéral du Québec

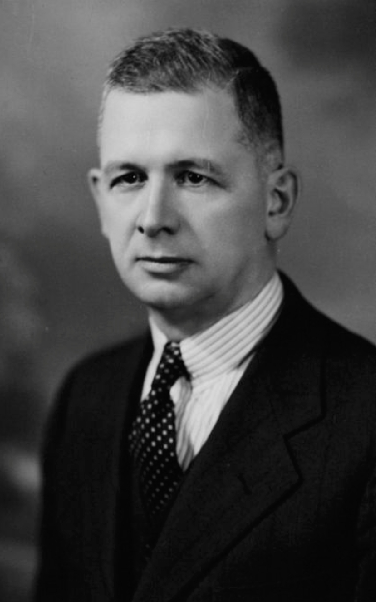
Dowina-Évariste Joyal est député de 1939 à 1948 pour le Parti libéral du Québec

| Années | Années      | Député                           | Parti                         |
| ------ | ----------- | -------------------------------- | ----------------------------- |
|        | 1867 - 1871 | Jean-Baptiste Jodoin             | Conservateur                  |
|        | 1871 - 1875 | Gédéon Larocque                  | Libéral                       |
|        | 1875 - 1878 | Raymond Préfontaine              | Libéral                       |
|        | 1878 - 1879 | Michel-Dosithée-Stanislas Martel | Conservateur                  |
|        | 1879 - 1881 | Raymond Préfontaine              | Libéral                       |
|        | 1881 - 1886 | Michel-Dosithée-Stanislas Martel | Conservateur                  |
|        | 1886 - 1890 | Antoine Rocheleau                | Libéral                       |
|        | 1890 - 1892 | Antoine Rocheleau                | Libéral                       |
|        | 1892        | Louis-Olivier Taillon            | Conservateur                  |
|        | 1892 - 1896 | Louis-Olivier Taillon            | Conservateur                  |
|        | 1897 - 1900 | Antoine Rocheleau                | Libéral                       |
|        | 1900 - 1904 | Maurice Perrault                 | Libéral                       |
|        | 1904 - 1908 | Maurice Perrault                 | Libéral                       |
|        | 1908 - 1909 | Maurice Perrault                 | Libéral                       |
|        | 1909 - 1912 | Eugène Merrill Desaulniers       | Libéral                       |
|        | 1912 - 1916 | Eugène Merrill Desaulniers       | Libéral                       |
|        | 1916 - 1919 | Eugène Merrill Desaulniers       | Libéral                       |
|        | 1919 - 1922 | Eugène Merrill Desaulniers       | Libéral                       |
|        | 1923 - 1927 | Alexandre Thurber                | Libéral                       |
|        | 1927 - 1931 | Alexandre Thurber                | Libéral                       |
|        | 1931 - 1935 | Hortensius Béique                | Conservateur                  |
|        | 1935 - 1936 | Alexandre Thurber                | Libéral                       |
|        | 1936 - 1939 | Hortensius Béique                | Union nationale               |
|        | 1939 - 1944 | Dowina-Évariste Joyal            | Libéral                       |
|        | 1944 - 1948 | Dowina-Évariste Joyal            | Libéral                       |
|        | 1948 - 1952 | John Redmond Roche               | Union nationale               |
|        | 1952 - 1956 | John Redmond Roche               | Union nationale               |
|        | 1956 - 1960 | Robert Théberge                  | Libéral                       |
|        | 1960 - 1961 | Robert Théberge                  | Libéral                       |
|        | 1961 - 1962 | Pierre Laporte                   | Libéral                       |
|        | 1962 - 1966 | Pierre Laporte                   | Libéral                       |
|        | 1966 - 1970 | Pierre Laporte                   | Libéral                       |
|        | 1970 - 1970 | Pierre Laporte                   | Libéral                       |
|        | 1971 - 1973 | Jean Cournoyer                   | Libéral                       |
|        | 1973 - 1976 | Guy Saint-Pierre                 | Libéral                       |
|        | 1976 - 1981 | Denis Lazure                     | Parti québécois               |
|        | 1981 - 1985 | Luc Tremblay                     | Parti québécois               |
|        | 1985 - 1989 | Gérard Latulippe                 | Libéral                       |
|        | 1989 - 1994 | Lucienne Robillard               | Libéral                       |
|        | 1994 - 1998 | Louise Beaudoin                  | Parti québécois               |
|        | 1998 - 2003 | Louise Beaudoin                  | Parti québécois               |
|        | 2003 - 2006 | Diane Legault                    | Libéral                       |
|        | 2007 - 2008 | Richard Merlini                  | Action démocratique du Québec |
|        | 2008 - 2012 | Bertrand St-Arnaud               | Parti québécois               |
|        | 2012 - 2014 | Bertrand St-Arnaud               | Parti québécois               |
|        | 2014 - 2018 | Jean-François Roberge            | Coalition avenir              |
|        | 2018 - 2022 | Jean-François Roberge            | Coalition avenir              |
|        | 2022 - ...  | Jean-François Roberge            | Coalition avenir              |

Légende: Les années en italiques indiquent les élections partielles.

## Résultats électoraux

### Évolution pour les principaux partis
| |
| - Parti libéral - Union nationale (ancien) - Parti québécois - Crédit social (ancien) - Action démocratique (ancien) - Québec solidaire - Coalition avenir - Parti conservateur |

### Résultats détaillés
|                                                                                               | Nom                             | Parti              | Nombre de voix | %      | Maj.   |
| --------------------------------------------------------------------------------------------- | ------------------------------- | ------------------ | -------------- | ------ | ------ |
|                                                                                               | Jean-François Roberge (sortant) | Coalition avenir   | 18 500         | 48,5 % | 11 669 |
|                                                                                               | Marie-Laurence Desgagné         | Parti québécois    | 6 831          | 17,9 % | -      |
|                                                                                               | Vincent Michaux-St-Louis        | Québec solidaire   | 6 250          | 16,4 % | -      |
|                                                                                               | Daniel Desnoyers                | Conservateur       | 3 181          | 8,3 %  | -      |
|                                                                                               | Lina Yunes                      | Libéral            | 2 997          | 7,9 %  | -      |
|                                                                                               | Sanae Chahad                    | Climat Québec      | 341            | 0,9 %  | -      |
|                                                                                               | Caroline Boisvert               | Démocratie directe | 70             | 0,2 %  | -      |
| Total                                                                                         | Total                           | Total              | 38 170         | 100 %  |        |
| Le taux de participation lors de l'élection était de 73,7 % et 460 bulletins ont été rejetés. |                                 |                    |                |        |        |

|                                                                                               | Nom                             | Parti                | Nombre de voix | %      | Maj.   |
| --------------------------------------------------------------------------------------------- | ------------------------------- | -------------------- | -------------- | ------ | ------ |
|                                                                                               | Jean-François Roberge (sortant) | Coalition avenir     | 18 940         | 50,3 % | 12 376 |
|                                                                                               | Christian Picard                | Parti québécois      | 6 564          | 17,4 % | -      |
|                                                                                               | Francis Vigeant                 | Québec solidaire     | 6 177          | 16,4 % | -      |
|                                                                                               | François Villeneuve             | Libéral              | 4 599          | 12,2 % | -      |
|                                                                                               | Camille B. Jannard              | Vert                 | 683            | 1,8 %  | -      |
|                                                                                               | Guy L'Heureux                   | Conservateur         | 309            | 0,8 %  | -      |
|                                                                                               | Gilles Létourneau               | NPD Québec           | 180            | 0,5 %  | -      |
|                                                                                               | Benjamin Vachon                 | Bloc pot             | 167            | 0,4 %  | -      |
|                                                                                               | Gilles Guindon                  | Changement Intégrité | 66             | 0,2 %  | -      |
| Total                                                                                         | Total                           | Total                | 37 685         | 100 %  |        |
| Le taux de participation lors de l'élection était de 75,4 % et 518 bulletins ont été rejetés. |                                 |                      |                |        |        |

|                                                                                               | Nom                          | Parti            | Nombre de voix | %      | Maj. |
| --------------------------------------------------------------------------------------------- | ---------------------------- | ---------------- | -------------- | ------ | ---- |
|                                                                                               | Jean-François Roberge        | Coalition avenir | 12 130         | 34,2 % | 408  |
|                                                                                               | Bertrand St-Arnaud (sortant) | Parti québécois  | 11 722         | 33,1 % | -    |
|                                                                                               | Magdala Ferdinand            | Libéral          | 7 869          | 22,2 % | -    |
|                                                                                               | Francis Vigeant              | Québec solidaire | 2 618          | 7,4 %  | -    |
|                                                                                               | Mary Harper                  | Vert             | 392            | 1,1 %  | -    |
|                                                                                               | Vincent Dessureault          | Parti nul        | 353            | 1 %    | -    |
|                                                                                               | Martin Laramée               | Option nationale | 200            | 0,6 %  | -    |
|                                                                                               | Michael Maher                | Conservateur     | 140            | 0,4 %  | -    |
| Total                                                                                         | Total                        | Total            | 35 424         | 100 %  |      |
| Le taux de participation lors de l'élection était de 76,6 % et 483 bulletins ont été rejetés. |                              |                  |                |        |      |

|                                                                                               | Nom                          | Parti            | Nombre de voix | %      | Maj.  |
| --------------------------------------------------------------------------------------------- | ---------------------------- | ---------------- | -------------- | ------ | ----- |
|                                                                                               | Bertrand St-Arnaud (sortant) | Parti québécois  | 15 104         | 40,1 % | 2 247 |
|                                                                                               | Martin Trudeau               | Coalition avenir | 12 857         | 34,2 % | -     |
|                                                                                               | Julie Tremblay               | Libéral          | 6 203          | 16,5 % | -     |
|                                                                                               | Anne Poussard                | Québec solidaire | 1 878          | 5 %    | -     |
|                                                                                               | Martin Laramée               | Option nationale | 765            | 2 %    | -     |
|                                                                                               | Nicholas Lescarbeau          | Vert             | 633            | 1,7 %  | -     |
|                                                                                               | Daniel Nicol                 | Conservateur     | 199            | 0,5 %  | -     |
| Total                                                                                         | Total                        | Total            | 37 639         | 100 %  |       |
| Le taux de participation lors de l'élection était de 83,5 % et 400 bulletins ont été rejetés. |                              |                  |                |        |       |

|                                                                                               | Nom                       | Parti                        | Nombre de voix | %      | Maj.  |
| --------------------------------------------------------------------------------------------- | ------------------------- | ---------------------------- | -------------- | ------ | ----- |
|                                                                                               | Bertrand St-Arnaud        | Parti québécois              | 16 049         | 40 %   | 1 564 |
|                                                                                               | Stéphanie Doyon           | Libéral                      | 14 485         | 36,1 % | -     |
|                                                                                               | Richard Merlini (sortant) | Action démocratique          | 6 455          | 16,1 % | -     |
|                                                                                               | Nicholas Lescarbeau       | Vert                         | 1 200          | 3 %    | -     |
|                                                                                               | Jocelyn Roy               | Québec solidaire             | 1 167          | 2,9 %  | -     |
|                                                                                               | Ghislain Lebel            | Parti indépendantiste (2008) | 758            | 1,9 %  | -     |
| Total                                                                                         | Total                     | Total                        | 40 114         | 100 %  |       |
| Le taux de participation lors de l'élection était de 66,6 % et 684 bulletins ont été rejetés. |                           |                              |                |        |       |

|                                                                                               | Nom                | Parti               | Nombre de voix | %      | Maj.  |
| --------------------------------------------------------------------------------------------- | ------------------ | ------------------- | -------------- | ------ | ----- |
|                                                                                               | Richard Merlini    | Action démocratique | 18 154         | 38,9 % | 4 704 |
|                                                                                               | Bertrand St-Arnaud | Parti québécois     | 13 450         | 28,8 % | -     |
|                                                                                               | Marc Tanguay       | Libéral             | 11 240         | 24,1 % | -     |
|                                                                                               | Marie-Mars Adam    | Vert                | 2 265          | 4,9 %  | -     |
|                                                                                               | Alain Dubois       | Québec solidaire    | 1 527          | 3,3 %  | -     |
| Total                                                                                         | Total              | Total               | 46 636         | 100 %  |       |
| Le taux de participation lors de l'élection était de 79,6 % et 382 bulletins ont été rejetés. |                    |                     |                |        |       |

|                                                                                               | Nom                        | Parti               | Nombre de voix | %      | Maj. |
| --------------------------------------------------------------------------------------------- | -------------------------- | ------------------- | -------------- | ------ | ---- |
|                                                                                               | Diane Legault              | Libéral             | 17 656         | 41,8 % | 799  |
|                                                                                               | Louise Beaudoin (sortante) | Parti québécois     | 16 857         | 40 %   | -    |
|                                                                                               | Denis Lavoie               | Action démocratique | 6 935          | 16,4 % | -    |
|                                                                                               | Marie-Mars Adam            | Bloc pot            | 744            | 1,8 %  | -    |
| Total                                                                                         | Total                      | Total               | 42 192         | 100 %  |      |
| Le taux de participation lors de l'élection était de 78,5 % et 561 bulletins ont été rejetés. |                            |                     |                |        |      |

|                                                                                               | Nom                        | Parti                 | Nombre de voix | %      | Maj.  |
| --------------------------------------------------------------------------------------------- | -------------------------- | --------------------- | -------------- | ------ | ----- |
|                                                                                               | Louise Beaudoin (sortante) | Parti québécois       | 22 559         | 52,5 % | 7 329 |
|                                                                                               | Pierre Bourbonnais         | Libéral               | 15 230         | 35,4 % | -     |
|                                                                                               | Jean-Sébastien Brault      | Action démocratique   | 4 550          | 10,6 % | -     |
|                                                                                               | Maryève Daigle             | Bloc pot              | 344            | 0,8 %  | -     |
|                                                                                               | Serge Lebel                | Indépendant           | 131            | 0,3 %  | -     |
|                                                                                               | Maryse-Laurence Lewis      | Démocratie socialiste | 117            | 0,3 %  | -     |
|                                                                                               | Hervé Raymond              | Parti innovateur      | 34             | 0,1 %  | -     |
| Total                                                                                         | Total                      | Total                 | 42 965         | 100 %  |       |
| Le taux de participation lors de l'élection était de 84,6 % et 385 bulletins ont été rejetés. |                            |                       |                |        |       |

|                                                                                                 | Nom                           | Parti                  | Nombre de voix | %      | Maj. |
| ----------------------------------------------------------------------------------------------- | ----------------------------- | ---------------------- | -------------- | ------ | ---- |
|                                                                                                 | Louise Beaudoin               | Parti québécois        | 19 800         | 48,9 % | 407  |
|                                                                                                 | Lucienne Robillard (sortante) | Libéral                | 19 393         | 47,9 % | -    |
|                                                                                                 | Micheal Larmand               | Loi naturelle          | 519            | 1,3 %  | -    |
|                                                                                                 | Camille Bolté                 | Développement Québec   | 474            | 1,2 %  | -    |
|                                                                                                 | Pierre Mondor                 | Souveraineté du Québec | 336            | 0,8 %  | -    |
| Total                                                                                           | Total                         | Total                  | 40 522         | 100 %  |      |
| Le taux de participation lors de l'élection était de 87,5 % et 1 130 bulletins ont été rejetés. |                               |                        |                |        |      |

|                                                                                               | Nom                    | Parti               | Nombre de voix | %      | Maj.  |
| --------------------------------------------------------------------------------------------- | ---------------------- | ------------------- | -------------- | ------ | ----- |
|                                                                                               | Gérard Latulippe       | Libéral             | 16 330         | 54,6 % | 4 005 |
|                                                                                               | Luc Tremblay (sortant) | Parti québécois     | 12 325         | 41,2 % | -     |
|                                                                                               | Frédéric Henderson     | NPD Québec          | 1 096          | 3,7 %  | -     |
|                                                                                               | Johanne Sévigny        | Socialisme chrétien | 151            | 0,5 %  | -     |
| Total                                                                                         | Total                  | Total               | 29 902         | 100 %  |       |
| Le taux de participation lors de l'élection était de 81,6 % et 625 bulletins ont été rejetés. |                        |                     |                |        |       |

## Référendums
|  | Référendum                     | % du OUI | % du NON | Taux de participation |
|  | Référendum de 1980             | 46,72 %  | 53,28 %  | 91,14 %               |
|  | Accord de Charlottetown (1992) | 39,02 %  | 60,98 %  | 88,42 %               |
|  | Référendum de 1995             | 54,95 %  | 45,05 %  | 96,16 %               |